# Agar.io
Agar.io est un jeu vidéo multijoueur gratuit développé par Matheus Valadares. Le joueur contrôle un disque coloré représentant une cellule, dont le but est de grossir le plus possible en absorbant des cellules plus petites et en évitant d'être soi-même absorbé par des cellules plus grosses. Le nom Agar.io vient de l'agar-agar, un produit gélifiant utilisé pour cultiver des bactéries.
Le jeu, d'abord uniquement disponible sur navigateur web, s'est fait connaître à sa sortie sur le site 4chan. Il est devenu populaire grâce au bouche à oreille sur les médias sociaux, dont YouTube et Twitch, et a ensuite été publié sur Steam. Le 8 juillet 2015, le jeu est sorti sur iOS et Android, édité par Miniclip,.
Agar.io a été acclamé par les critiques qui ont loué sa simplicité, son aspect compétitif et ses mécanismes de jeu. Certaines critiques regrettent la répétitivité du jeu et la lourdeur des commandes sur mobile[réf. nécessaire]. Il a été comparé à Osmos et à la phase cellule de Spore. Agar.io a connu un succès très rapide à sa sortie. Le site web agar.io est devenu, selon Alexa, l'un des mille sites les plus visités au monde et les versions mobiles du jeu ont été téléchargées plus de dix millions de fois lors de la semaine de leur sortie. Agar.io est également un jeu d'équipe, qui comprend un mode collaboratif (« team ») et un mode individuel (Free For All, FFA ou « chacun pour soi »), en plus d’un mode « Expérimental » et d’un mode « Battle Royale ». Sur Play Store, le jeu a connu plus de 100 millions de téléchargements depuis sa sortie.

## Système de jeu
Dans Agar.io, le joueur incarne une cellule colorée qu'il peut nommer et personnaliser par une image (« habillage »). Le but du jeu est de grossir le plus possible en absorbant les cellules des autres joueurs.
Cinq modes de jeu sont disponibles[réf. nécessaire] :
- « FFA » : mode de jeu classique ;
- « Teams » : mode de jeu par équipes de couleur de cellule ;
- « Expérimental » : mode de test des fonctionnalités en développement ;
- « Party » : mode où le joueur peut jouer avec des personnes qu'il connaît ;
- « Battle Royale » : mode où le joueur affronte 50 autres cellules pour être le dernier survivant.

Le jeu se déroule sur une carte quadrillée et fermée, de forme carrée. De petites pastilles colorées immobiles permettent aux cellules de grossir. D'autres cellules, contrôlées par intelligence artificielle (des bots), apparaissent également et peuvent aider les joueurs à faire croître leur propre cellule.
Le jeu comporte aussi des virus, cercles verts aux bords dentelés. Ils permettent aux cellules plus petites de se cacher, mais les cellules plus grosses explosent en plusieurs parties si elles chevauchent un virus. Dans le mode « Expérimental » du jeu, des virus éjectent des petites pastilles colorées autour d'eux. Les cellules qui touchent le virus sont absorbées, faisant grossir le virus et augmentant la production de petites pastilles.
En haut à droite de l'écran est affiché un tableau qui liste en temps réel les dix joueurs ayant accumulé le plus de points, c'est-à-dire dont la cellule est la plus grosse, ainsi qu'en dernière position le nom du joueur ainsi que son rang actuel.
Au printemps 2019, le mode « Frénésie » (sur mobile uniquement) est ajouté. Ce mode dure 4 minutes durant lesquelles le joueur doit grossir le plus possible. Il contient également des virus qui font penser à ceux du mode « Expérimental », sans toutefois avoir leurs propriétés.

### Contrôles
Agar.io repose sur des contrôles simples :
- déplacer la souris pour déplacer la cellule ;
- appuyer sur la barre d'espace pour diviser sa cellule en deux cellules égales et projeter ainsi une moitié dans la direction indiquée par le curseur (on ne peut se diviser en plus de 16 cellules) ;
- appuyer sur la touche W pour éjecter de la masse cellulaire.

### Utilisation des habillages
Certains pseudonymes permettent d'appliquer un habillage à la cellule du joueur, c'est-à-dire une apparence prédéfinie. Par exemple, les pseudonymes de pays donnent à la cellule les couleurs de leurs drapeaux nationaux respectifs. Sont également disponibles des thèmes incorporant les logos de sites ou de sociétés connues comme Facebook, Reddit et Steam ou des mèmes tels que « doge ».
Au 22 juin 2015, les joueurs ont accès à cent dix habillages différents,. Depuis, d'autres ont encore été ajoutés et sont accessibles par tous ou grâce à des pièces gagnées lorsque le joueur est connecté.
Le joueur peut débloquer des habillages en fonction du niveau qu'il a atteint (« Vétéran » : mouche, araignée, guêpe, lézard, etc.), en payant avec la monnaie du jeu (« Premium » : Vénus, Mercure, Banane, Oiseau, etc.) et en ouvrant des potions (« Mystères ») pouvant être obtenues en progressant.
Il est possible de concevoir son propre habillage en le dessinant pour 90 DNA, une des deux monnaies du jeu, depuis au moins 2019[réf. nécessaire].

## Développement
Agar.io a été annoncé sur le forum 4chan le 28 avril 2015, par son créateur Matheus Valadares, un développeur brésilien alors âgé de 19 ans. Dans une interview pour le site Kafakutu, Valadares explique être un joueur de Spore, dont il avoue s'être inspiré pour créer Agar.io. Le développement de la première version du jeu ne lui a pris que quelques jours ; le client a été codé en JavaScript, le serveur en C++. Valadares a par la suite continué à ajouter de nouvelles fonctionnalités au jeu, comme un système de points d'expérience et un mode équipe.
Le 8 juillet 2015, une version mobile de Agar.io pour iOS et Android a été éditée par Miniclip. Le directeur du mobile de Miniclip, Sergio Varanda, a déclaré que le principal but de la version mobile était de « recréer l'expérience de jeu que les joueurs connaissent déjà et aiment sur le web ».

## Accueil
- Gamezebo : 2,5/5[15]
- Pocket Gamer : 8/10[16]
- TouchArcade : 4,5/5[17]

## Postérité
Plusieurs jeux s'inspirent d'Agar.io, comme Slither.io, dont le principe est de faire grandir son serpent en absorbant de petites boules colorées et brillantes qui apparaissent aléatoirement partout sur la carte ou en tuant un serpent adverse, c'est-à-dire en faisant en sorte que la tête de celui-ci touche votre queue.